# Federico II. Gonzaga
Federico II. Gonzaga (17. května 1500, Mantova – 28. srpna 1540, Marmirolo) byl v letech 1519 až 1540 vládcem Mantovy (nejdřív jako markýz, následně jako vévoda). Od roku 1536 byl také markýzem z Montferratu.

## Život

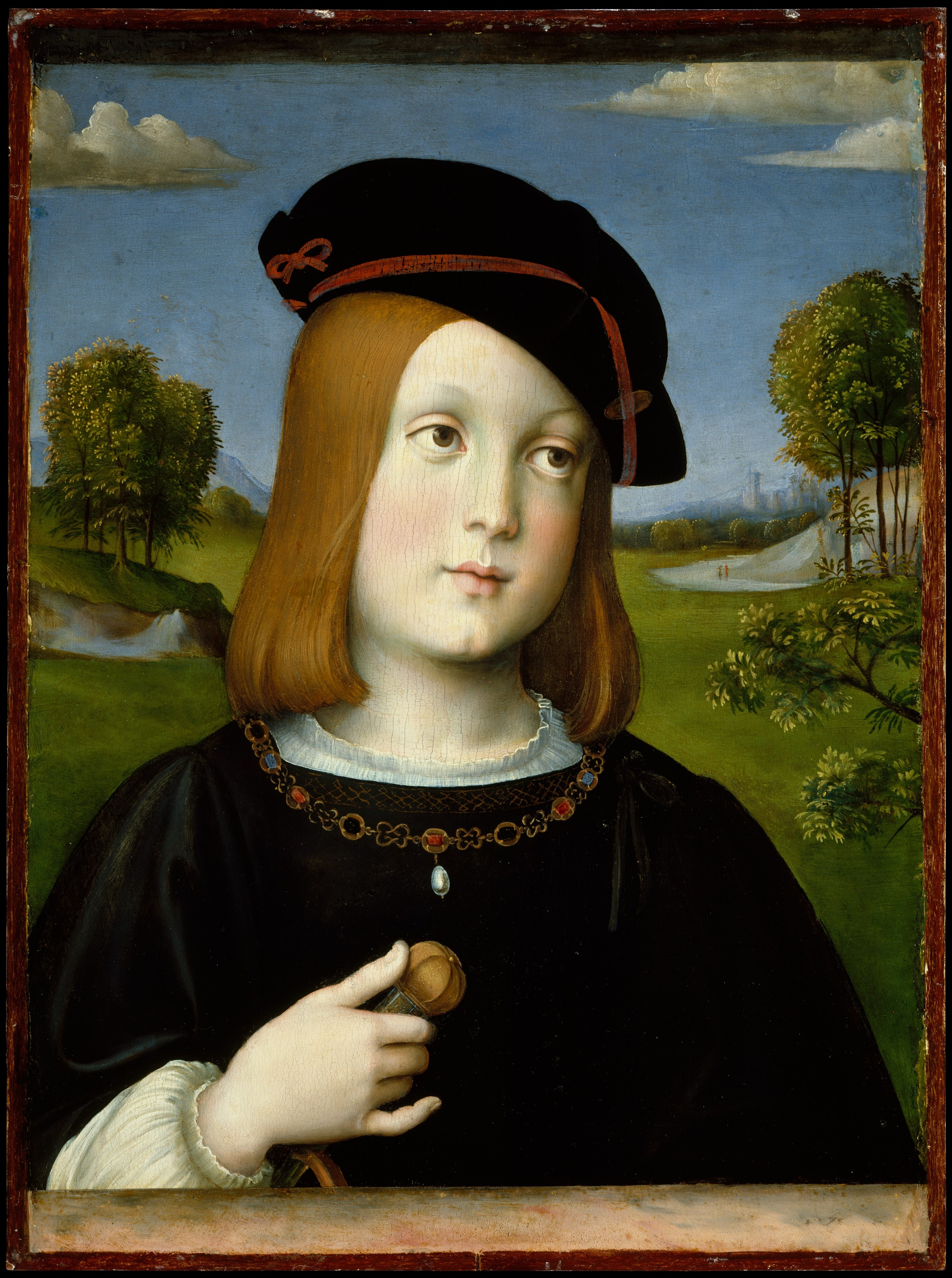
Federico II. krátce poté, co se stal rukojmím, Francesco Raibolini

Federico se narodil jako nejstarší syn mantovského markýze Františka II. a Isabelly d'Este. Kvůli bouřlivé politice té doby strávil od svých deseti let tři roky jako rukojmí v Římě za papeže Julia II. V letech 1515 až 1517 byl Federico rukojmím francouzského krále Františka I., aby zajistil Gonzagovi pomoc v Itálii.
3. dubna 1519 se stal po smrti svého otce markýzem z Mantovy, vlády se zpočátku ujala jako regentka jeho matka s jeho strýci Zikmundem a Giovannim. Investituru mu udělil 7. dubna 1521 císař Karel V. Papež Lev X. ho v červenci 1521 jmenoval generálním kapitánem Církve (vrchní velitel papežské armády), v roce 1521 v proti Francouzům v Parmě a v roce 1522 v Piacenze.
Federico podepsal manželkou smlouvu s dědičkou montferratského markrabství, Marií Paleologou, s cílem zemi získat. V roce 1528 však výměnou za dva vězně papež Klement VII. manželskou smlouvu zrušil.
Federico pak podepsal jinou manželskou smlouvu s příbuznou císaře Karla V., Julií Aragonskou. Místo tohoto sňatku mu byl v roce 1530 udělen vévodský titul, čímž se jeho dynastie stala vévody z Mantovy. 25. března téhož roku zaplatil Federico Karlovi výměnou za zrušení smlouvy 50 000 dukátů a prosadil u papeže obnovení jeho dřívější manželské smlouvy s Marií. Marie však v září 1530 zemřela a Federico se 3. října 1531 oženil s její mladší sestrou Markétou. Po smrti posledního legitimního mužského dědice z rodiny Palaiologů, Jana Jiřího, přešlo markrabství Montferrat na Gonzagy a zůstalo jim do 18. století.
Stejně jako jeho rodiče byl patronem umění; jako svůj letní palác nedaleko Mantovy si nechal postavit Palazzo Te, který navrhl a vyzdobil Giulio Romano. Romano strávil pod Federicovým patronátem jako jeho dvorní umělec 16 let. Také koupil a objednal několik obrazů od Tiziana, jeho portrét namalovat Tizian i Raffael Santi.
Federico stejně jako otec dlouho trpěl syfilidou. Zemřel 28. června 1540 ve věku 40 let ve své vile v Marmirolu. Jeho nástupcem se stal nejstarší syn František III., ten však ve svých sedmnácti letech v roce 1550 zemřel; dalším vládcem Mantovy se pak stal Federicův druhý syn Vilém.

## Rodina a potomci
Federico a Markéta spolu měli sedm dětí:
- František III. Gonzaga (1533–1550), vévoda z Mantovy a markýz z Montferratu ⚭ 1549 Kateřina Habsburská (1533–1572)
- Eleonora Gonzagová (*/† 1535)
- Anna Gonzagová (*/† 1536)
- Isabela Gonzagová (1537–1579) ⚭ 1552 Francesco Ferdinando d'Ávalos, markýz z Pescary a Vasta
- Vilém I. Gonzaga (1538–1587) ⚭ 1561 Eleonora Habsburská (1534–1594), rakouská arcivévodkyně
- Ludvík Gonzaga (1539–1595) ⚭ 1565 Henrietta Klévská (1542–1601)
- Federico Gonzaga (1540–1565), biskup a kardinál

## Předchůdce
|                      |                                         |  |                |                                   |  |  |  |  |  |  |  | Gianfrancesco I. Gonzaga |
|                      |                                         |  |                |                                   |  |  |  |  |  |  |  |                          |
|                      | Ludovico III. Gonzaga                   |  |                |                                   |  |  |  |  |  |  |  |                          |
|                      |                                         |  |                |                                   |  |  |  |  |  |  |  |                          |
|                      |                                         |  |                | Paola Malatesta                   |  |  |  |  |  |  |  |                          |
|                      |                                         |  |                |                                   |  |  |  |  |  |  |  |                          |
|                      | Federico I. Gonzaga                     |  |                |                                   |  |  |  |  |  |  |  |                          |
|                      |                                         |  |                |                                   |  |  |  |  |  |  |  |                          |
|                      |                                         |  |                | Jan Braniborsko-Kulmbašský        |  |  |  |  |  |  |  |                          |
|                      |                                         |  |                |                                   |  |  |  |  |  |  |  |                          |
|                      | Barbora Braniborská                     |  |                |                                   |  |  |  |  |  |  |  |                          |
|                      |                                         |  |                |                                   |  |  |  |  |  |  |  |                          |
|                      |                                         |  |                | Barbora Sasko-Wittenberská        |  |  |  |  |  |  |  |                          |
|                      |                                         |  |                |                                   |  |  |  |  |  |  |  |                          |
|                      | František II. Gonzaga                   |  |                |                                   |  |  |  |  |  |  |  |                          |
|                      |                                         |  |                |                                   |  |  |  |  |  |  |  |                          |
|                      |                                         |  |                | Arnošt Bavorský                   |  |  |  |  |  |  |  |                          |
|                      |                                         |  |                |                                   |  |  |  |  |  |  |  |                          |
|                      | Albrecht III. Bavorský                  |  |                |                                   |  |  |  |  |  |  |  |                          |
|                      |                                         |  |                |                                   |  |  |  |  |  |  |  |                          |
|                      |                                         |  |                | Alžběta Visconti                  |  |  |  |  |  |  |  |                          |
|                      |                                         |  |                |                                   |  |  |  |  |  |  |  |                          |
|                      | Markéta Bavorská                        |  |                |                                   |  |  |  |  |  |  |  |                          |
|                      |                                         |  |                |                                   |  |  |  |  |  |  |  |                          |
|                      |                                         |  |                | Erik I. Brunšvicko-Grubenhagenský |  |  |  |  |  |  |  |                          |
|                      |                                         |  |                |                                   |  |  |  |  |  |  |  |                          |
|                      | Anna Brunšvicko-Grubenhagensko-Einbecká |  |                |                                   |  |  |  |  |  |  |  |                          |
|                      |                                         |  |                |                                   |  |  |  |  |  |  |  |                          |
|                      |                                         |  |                | Alžběta Brunšvicko-Göttingenská   |  |  |  |  |  |  |  |                          |
|                      |                                         |  |                |                                   |  |  |  |  |  |  |  |                          |
| Federico II. Gonzaga |                                         |  |                |                                   |  |  |  |  |  |  |  |                          |
|                      |                                         |  |                |                                   |  |  |  |  |  |  |  |                          |
|                      |                                         |  | Alberto d'Este |                                   |  |  |  |  |  |  |  |                          |
|                      |                                         |  |                |                                   |  |  |  |  |  |  |  |                          |
|                      | Niccolò III. d'Este                     |  |                |                                   |  |  |  |  |  |  |  |                          |
|                      |                                         |  |                |                                   |  |  |  |  |  |  |  |                          |
|                      |                                         |  |                | Isotta Albaresani                 |  |  |  |  |  |  |  |                          |
|                      |                                         |  |                |                                   |  |  |  |  |  |  |  |                          |
|                      | Herkules I. Estenský                    |  |                |                                   |  |  |  |  |  |  |  |                          |
|                      |                                         |  |                |                                   |  |  |  |  |  |  |  |                          |
|                      |                                         |  |                | Tomáš III. ze Saluzza             |  |  |  |  |  |  |  |                          |
|                      |                                         |  |                |                                   |  |  |  |  |  |  |  |                          |
|                      | Ricciarda ze Saluzza                    |  |                |                                   |  |  |  |  |  |  |  |                          |
|                      |                                         |  |                |                                   |  |  |  |  |  |  |  |                          |
|                      |                                         |  |                | Markéta de Pierrepont             |  |  |  |  |  |  |  |                          |
|                      |                                         |  |                |                                   |  |  |  |  |  |  |  |                          |
|                      | Isabella d'Este                         |  |                |                                   |  |  |  |  |  |  |  |                          |
|                      |                                         |  |                |                                   |  |  |  |  |  |  |  |                          |
|                      |                                         |  |                | Alfons V. Aragonský               |  |  |  |  |  |  |  |                          |
|                      |                                         |  |                |                                   |  |  |  |  |  |  |  |                          |
|                      | Ferdinand I. Ferrante                   |  |                |                                   |  |  |  |  |  |  |  |                          |
|                      |                                         |  |                |                                   |  |  |  |  |  |  |  |                          |
|                      |                                         |  |                | Giraldona Carlino                 |  |  |  |  |  |  |  |                          |
|                      |                                         |  |                |                                   |  |  |  |  |  |  |  |                          |
|                      | Eleonora Neapolská                      |  |                |                                   |  |  |  |  |  |  |  |                          |
|                      |                                         |  |                |                                   |  |  |  |  |  |  |  |                          |
|                      |                                         |  |                | Tristan z Clermontu               |  |  |  |  |  |  |  |                          |
|                      |                                         |  |                |                                   |  |  |  |  |  |  |  |                          |
|                      | Isabella z Chiaromonte                  |  |                |                                   |  |  |  |  |  |  |  |                          |
|                      |                                         |  |                |                                   |  |  |  |  |  |  |  |                          |
|                      |                                         |  |                | Kateřina z Taranta                |  |  |  |  |  |  |  |                          |
|                      |                                         |  |                |                                   |  |  |  |  |  |  |  |                          |